# Argocoffeopsis scandens
Argocoffeopsis scandens là một loài thực vật có hoa trong họ Thiến thảo. Loài này được (K.Schum.) Lebrun mô tả khoa học đầu tiên năm 1941.